# Windisch László
Windisch László (1978– ) magyar jogász, 2022. július 6-tól az Állami Számvevőszék elnöke.

## Élete
1996-ban érettségizett a Szentendrei Ferences Gimnáziumban. Jogi diplomáját 2002-ben szerezte meg a Pázmány Péter Katolikus Egyetem Jog- és Államtudományi Karán. 2012-ben tett jogi szakvizsgát. 2002-től a Nemzeti Adó- és Vámhivatal (illetve jogelődje, az Adó- és Pénzügyi Ellenőrzési Hivatal) Közép-magyarországi Regionális Igazgatóságán dolgozott, előbb jogászként, később osztály-, és főosztályvezetőként, majd igazgatóhelyettesi pozícióban. 2011 januárjától a Nemzetgazdasági Minisztérium Adó- és Vámigazgatási Főosztályának vezetője volt. 2013 áprilisától a Magyar Nemzeti Bank alelnökévé választásáig a Magyar Nemzeti Bank Monetáris Politikáért Felelős Ügyvezető Igazgatóság Költségvetési Elemzések Igazgatójaként tevékenykedett.
2013. október 2-tól 2019-ig  a Magyar Nemzeti Bank pénzügyi szervezetek felügyeletéért és fogyasztóvédelemért felelős alelnöke, a Monetáris Tanács és a Pénzügyi Stabilitási Tanács tagja. 2021 és 2022 között a Központi Statisztikai Hivatal elnökhelyettese volt.
2022. július 6-tól az Országgyűlés az Állami Számvevőszék elnökévé választotta.

## Egyéb szakmai tevékenységei pályafutása során
- az OBA igazgatótanácsának elnöke,
- a Szanálási Alap igazgatótanácsának tagja,
- a GIRO Zrt. igazgatóságának tagja,
- a Magyar Pénzverő felügyelőbizottságának elnöke,
- a Magyar Pénzügyi-Gazdasági Ellenőrök Egyesületének az elnökhelyettese,
- a Budapesti Corvinus Egyetem konzisztóriumának tagja

## Díjai, elismerései
- Budapesti Corvinus Egyetem Ezüst Corvina díja (2019)
- MPGE, Ellenőrzési díj (2019)
- Magyar Érdemrend Tisztikeresztje (2020)